# Muromcevskij rajon
Il Muromcevskij rajon (in russo Муромцевский район?) è un rajon dell'Oblast' di Omsk, nella Russia asiatica; il capoluogo è Muromcevo. Istituito nel 1950, ricopre una superficie di 6.700 chilometri quadrati e consta di una popolazione di circa 24.000 abitanti.